# Coupe d'Asie de futsal
La Coupe d'Asie de futsal ou AFC Futsal Cup (appelée Championnat d'Asie de futsal jusqu'à l'édition 2018 incluse) est la plus importante compétition masculine asiatique de futsal entre sélections nationales. Créée en 1999, elle est organisée par la Confédération asiatique de football (AFC) annuellement jusqu'en 2008. Depuis, la compétition se déroule tous les deux ans.
L'Iran domine la compétition avec treize titres remportés en dix-sept éditions.

## Palmarès
Le tableau ci-dessous indique les finales de chaque édition du championnat d'Asie de futsal
| #  | Édition | Lieu                | Vainqueur                                            | Score                                                | Finaliste                                            | Troisième                                            | Score                                                | Quatrième                                            | Nbr                                                  |
| -- | ------- | ------------------- | ---------------------------------------------------- | ---------------------------------------------------- | ---------------------------------------------------- | ---------------------------------------------------- | ---------------------------------------------------- | ---------------------------------------------------- | ---------------------------------------------------- |
| 1  | 1999    | Malaisie            | Iran                                                 | 9–1                                                  | Corée du Sud                                         | Kazakhstan                                           | 2–2 t. a. b. (5–3)                                   | Japon                                                | 9                                                    |
| 2  | 2000    | Thaïlande           | Iran (2)                                             | 4–1                                                  | Kazakhstan                                           | Thaïlande                                            | 8–6                                                  | Japon                                                | 9                                                    |
| 3  | 2001    | Iran                | Iran (3)                                             | 9–0                                                  | Ouzbékistan                                          | Corée du Sud                                         | 2–1                                                  | Japon                                                | 14                                                   |
| 4  | 2002    | Indonésie           | Iran (4)                                             | 6–0                                                  | Japon                                                | Thaïlande                                            | 4–2                                                  | Corée du Sud                                         | 14                                                   |
| 5  | 2003    | Iran                | Iran (5)                                             | 6–4                                                  | Japon                                                | Thaïlande                                            | 8–2                                                  | Koweit                                               | 16                                                   |
| 6  | 2004    | Macao               | Iran (6)                                             | 5–3                                                  | Japon                                                | Thaïlande                                            | 3–1                                                  | Ouzbékistan                                          | 18                                                   |
| 7  | 2005    | Viêt Nam            | Iran (7)                                             | 2–0                                                  | Japon                                                | Ouzbékistan and Kirghizistan                         | Ouzbékistan and Kirghizistan                         | Ouzbékistan and Kirghizistan                         | 24                                                   |
| 8  | 2006    | Ouzbékistan         | Japon                                                | 5–1                                                  | Ouzbékistan                                          | Iran                                                 | 5–3                                                  | Kirghizistan                                         | 16                                                   |
| 9  | 2007    | Japon               | Iran (8)                                             | 4–1                                                  | Japon                                                | Ouzbékistan                                          | 5–3                                                  | Kirghizistan                                         | 16                                                   |
| 10 | 2008    | Thaïlande           | Iran (9)                                             | 4–0                                                  | Thaïlande                                            | Japon                                                | 5–3                                                  | Chine                                                | 16                                                   |
| 11 | 2010    | Ouzbékistan         | Iran (10)                                            | 8–3                                                  | Ouzbékistan                                          | Japon                                                | 6–1                                                  | Chine                                                | 16                                                   |
| 12 | 2012    | Émirats arabes unis | Japon (2)                                            | 6–1                                                  | Thaïlande                                            | Iran                                                 | 4–0                                                  | Australie                                            | 16                                                   |
| 13 | 2014    | Viêt Nam            | Japon (3)                                            | 2–2 t. a. b. (3–0)                                   | Iran                                                 | Ouzbékistan                                          | 2–1                                                  | Koweit                                               | 16                                                   |
| 14 | 2016    | Ouzbékistan         | Iran (11)                                            | 2–1                                                  | Ouzbékistan                                          | Thaïlande                                            | 8–0                                                  | Viêt Nam                                             | 16                                                   |
| 15 | 2018    | Taipei chinois      | Iran (12)                                            | 4–0                                                  | Japon                                                | Ouzbékistan                                          | 4–4 t. a. b. (2–1)                                   | Irak                                                 | 16                                                   |
| -  | 2020    | Turkménistan        | Édition annulée en raison de la pandémie de Covid-19 | Édition annulée en raison de la pandémie de Covid-19 | Édition annulée en raison de la pandémie de Covid-19 | Édition annulée en raison de la pandémie de Covid-19 | Édition annulée en raison de la pandémie de Covid-19 | Édition annulée en raison de la pandémie de Covid-19 | Édition annulée en raison de la pandémie de Covid-19 |
| 16 | 2022    | Koweït              | Japon (4)                                            | 3–2                                                  | Iran                                                 | Ouzbékistan                                          | 8–2                                                  | Thaïlande                                            | 16                                                   |
| 17 | 2024    | Thaïlande           | Iran (13)                                            | 4–1                                                  | Thaïlande                                            | Ouzbékistan                                          | 5–5 t. a. b. (3–1)                                   | Tadjikistan                                          | 16                                                   |